# Émile Destombes
Émile Jean Marie Henri Joseph Destombes (Roncq, 15 agosto 1935 – Phnom Penh, 28 gennaio 2016) è stato un vescovo cattolico e missionario francese.

## Biografia
Émile Destombes nacque a Roncq il 15 agosto 1935.

### Formazione e ministero sacerdotale
Il 29 giugno 1961 fu ordinato diacono nella cappella della sua congregazione a Parigi da monsignor Henri-Marie-Ernest-Désiré Pinault, vescovo di Chengdu. Il 21 dicembre dello stesso anno fu ordinato presbitero per la Società per le missioni estere di Parigi.
Il 10 marzo 1965 partì per la Cambogia e affrontò lo studio della lingua khmer presso la scuola di Chrui Changvar. Nel 1965 insegnò filosofia al liceo "Descartes" di Phnom Penh. Nel 1966 visse un anno di approfondimento dello studio della lingua khmer a Chomnour-Battambang. Dal 1967 al 1970 fu professore di filosofia al seminario minore e dal 1970 al 1975 direttore della Caritas cambogiana. Allo stesso tempo, dal 1967 al 1975 gestì un ostello per studenti a Phnom Penh. Dopo che i Khmer rossi conquistarono Phnom Penh fu uno degli ultimi stranieri a rimanere nel paese. Il 17 aprile 1975 si rifugiò nell'ambasciata di Francia e il 30 dello stesso mese fu espulso dal paese. Si stabilì a Parigi dove insegnò nei collegi religiosi della sua congregazione e lavorò per il Dipartimento per gli scambi missionari franco-asiatici, in rue du Bac. Tornò rapidamente alla missione, questa volta in Brasile, dove fu parroco di Palmeirópolis dal 1979 al 1989. Nel 1989 si è trasferì a Bangkok, in Thailandia, e prestò servizio nei campi profughi cambogiani. L'anno successivo poté tornare in Cambogia e venne nominato rappresentante di Caritas internationalis. Oltre che a seguire le attività caritative, questo incarico gli permise di iniziare a viaggiare nel paese per visitare e riunire le comunità cristiane disperse dalle deportazioni e dalla guerra civile. Il 14 aprile 1990 presiedette la prima messa pubblica nella capitale dopo la fine del regime alla presenza di numerosi fedeli e di autorità civili, militari e religiose del paese. Nel 1993 la libertà religiosa fu incorporata nella nuova Costituzione cambogiana.

### Ministero episcopale
Il 14 aprile 1997 papa Giovanni Paolo II lo nominò vicario apostolico coadiutore di Phnom-Penh e vescovo titolare di Altava. Ricevette l'ordinazione episcopale il 5 ottobre successivo presso il centro parrocchiale di Phnom Penh dal vicario apostolico di Phnom-Penh Yves Ramousse, co-consacranti l'arcivescovo Luigi Bressan, nunzio apostolico in Thailandia, Singapore e Cambogia e delegato apostolico in Malaysia e Brunei, Laos e Myanmar, e il vescovo di Nakhon Sawan Joseph Banchong Aribarg. Il 14 aprile 2001 succedette alla medesima sede.
Dal 2005 al dicembre del 2009 fu presidente della Conferenza episcopale del Laos e della Cambogia.
Nel settembre del 2007 compì la visita ad limina.
Il 1º ottobre 2010 papa Benedetto XVI accettò la sua rinuncia al governo pastorale del vicariato per raggiunti limiti di età.
Si ritirò in una piccola casa sulla penisola di Chrui Changvar, vicino a Phnom Penh, dove aveva iniziato il suo soggiorno nel paese.
Morì serenamente nella sua stanza nella casa di riposo per sacerdoti di Phnom Penh poco dopo le 12 del 28 gennaio 2016 all'età di 80 anni per un attacco di cuore. Pochi minuti prima monsignor Olivier Schmitthaeusler, suo successore, aveva celebrato una messa al suo capezzale con un confratello della Società per le missioni estere di Parigi. Le esequie si tennero il 30 gennaio alle ore 9 nella chiesa di San Giuseppe a Phsar Toch, un distretto di Phnom Penh. Al termine del rito fu sepolto nel cimitero della parrocchia.

## Genealogia episcopale e successione apostolica
La genealogia episcopale è:
- Cardinale Scipione Rebiba
- Cardinale Giulio Antonio Santorio
- Cardinale Girolamo Bernerio, O.P.
- Arcivescovo Galeazzo Sanvitale
- Cardinale Ludovico Ludovisi
- Cardinale Luigi Caetani
- Cardinale Ulderico Carpegna
- Cardinale Paluzzo Paluzzi Altieri degli Albertoni
- Papa Benedetto XIII
- Papa Benedetto XIV
- Papa Clemente XIII
- Cardinale Marcantonio Colonna
- Cardinale Giacinto Sigismondo Gerdil, B.
- Cardinale Giulio Maria della Somaglia
- Cardinale Carlo Odescalchi, S.I.
- Vescovo Eugène de Mazenod, O.M.I.
- Cardinale Joseph Hippolyte Guibert, O.M.I.
- Cardinale François-Marie-Benjamin Richard de la Vergne
- Arcivescovo Gustave Mutel, M.E.P.
- Vescovo Auguste Gaspais, M.E.P.
- Vescovo Charles Joseph Lemaire, M.E.P.
- Vescovo Gustave Raballand, M.E.P.
- Vescovo Yves Ramousse, M.E.P.
- Vescovo Émile Jean Marie Henri Joseph Destombes, M.E.P.

La successione apostolica è:
- Vescovo Olivier Schmitthaeusler, M.E.P.